# 棕褐短翅莺
棕褐短翅莺（学名：Locustella luteoventris）又称棕褐短翅蝗莺，为鶲科短翅莺属的鸟类。该物种分布于孟加拉国、不丹、中国（含香港）、印度、缅甸、尼泊尔、泰国和越南，其模式产地在尼泊尔。
本种原为Bradypterus luteoventris (Hodgson, 1845)，后移入短翅蝗莺属。2022年，为了与其新的分类地位相符，“中国鸟类名录”10.0版将棕褐短翅莺的中文名修改为棕褐短翅蝗莺。

## 亚种
- 棕褐短翅莺指名亚种（学名：Locustella luteoventris luteoventris）。在中国大陆，分布于西藏、四川、云南、贵州、陕西、湖北、湖南、安徽、广东等地。该物种的模式产地在尼泊尔。[3]
- 棕褐短翅莺云南亚种（学名：Locustella luteoventris ticehursti）。在中国大陆，分布于云南等地。该物种的模式产地在缅甸。[4]